# Lacco Ameno
Lacco Ameno är en ort och kommun på ön Ischia i storstadsregionen Neapel, innan 2015 provinsen Neapel, i regionen Kampanien i Italien. Kommunen hade 4 805 invånare (2017).